# デキウス氏族

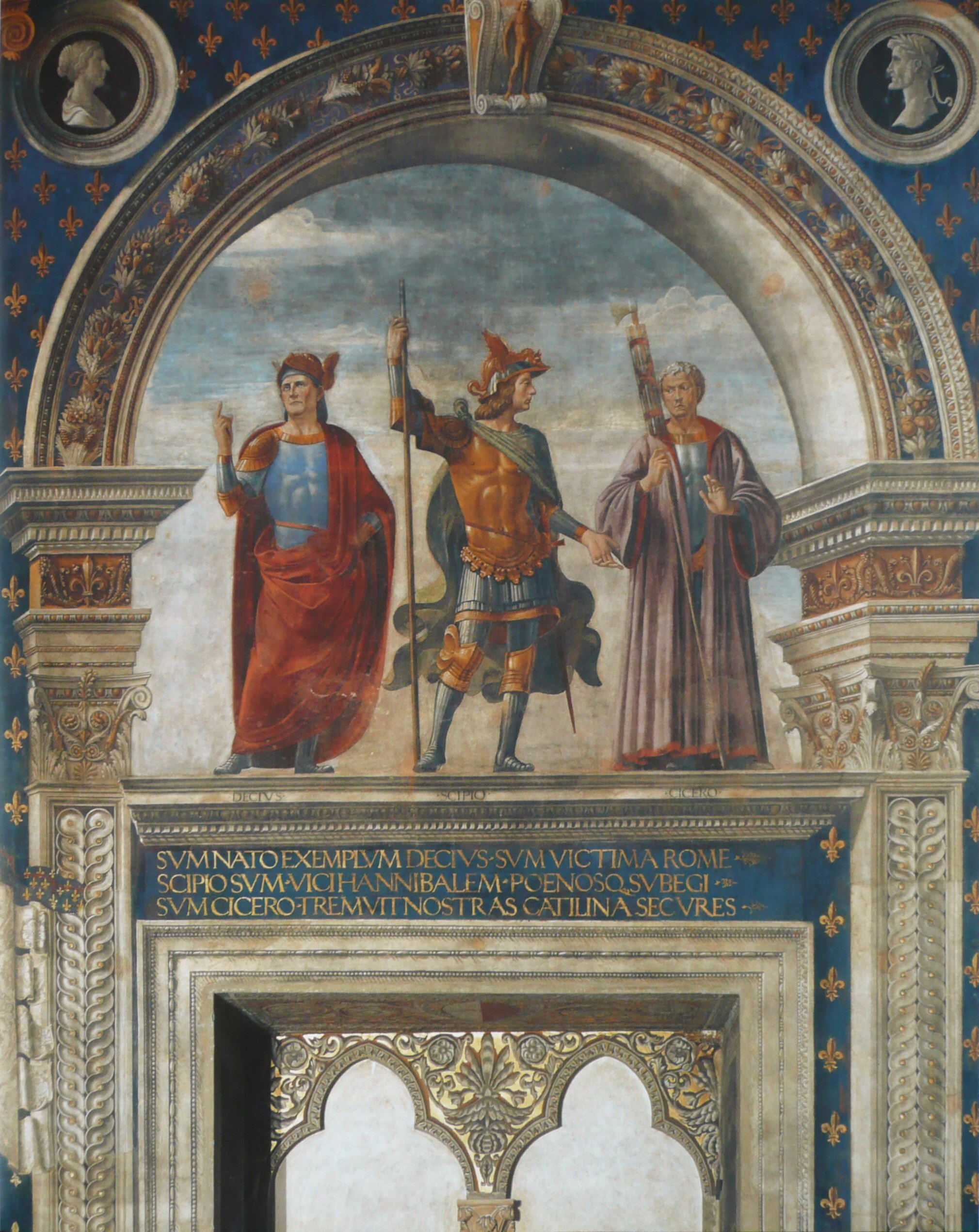
ドメニコ・ギルランダイオ『古代の三英雄。デキウス・ムス、スキピオ・アフリカヌス、キケロ』（1480年代）ヴェッキオ宮殿

デキウス氏族（ラテン語: Decii）は、古代ローマの氏族のひとつ。プレプス（平民）系で護民官を幾人か出しており、ムス家は三代にわたって執政官となった。

## 一族
- マルクス・デキウス：紀元前493年、メネニウスの要請で聖山に立て籠もったプレブスから元老院に送られた使節の一人[1]。紀元前491年には護民官としてコリオラヌスを告発[2]
- ルキウス・デキウス：紀元前415年の護民官。ボラエに入植する事を提案するも、同僚から拒否された[3]
- マルクス・デキウス：紀元前311年の護民官。艦隊保守と艤装を担当する海軍二人官は人々によって選出されるべしとする法案を提出[4]
- プブリウス・デキウス：紀元前120年の護民官。前年の執政官ルキウス・オピミウスを有罪判決を受けていないローマ市民を処罰したとして告発したが、無罪とされた。紀元前115年にはプラエトルに就任したが、執政官マルクス・アエミリウス・スカウルスの不興を買い、衣服を裂かれ椅子を破壊されている[5]
- プブリウス・デキウス：紀元前44年より前の護民官[6]

### ムス家
- クィントゥス

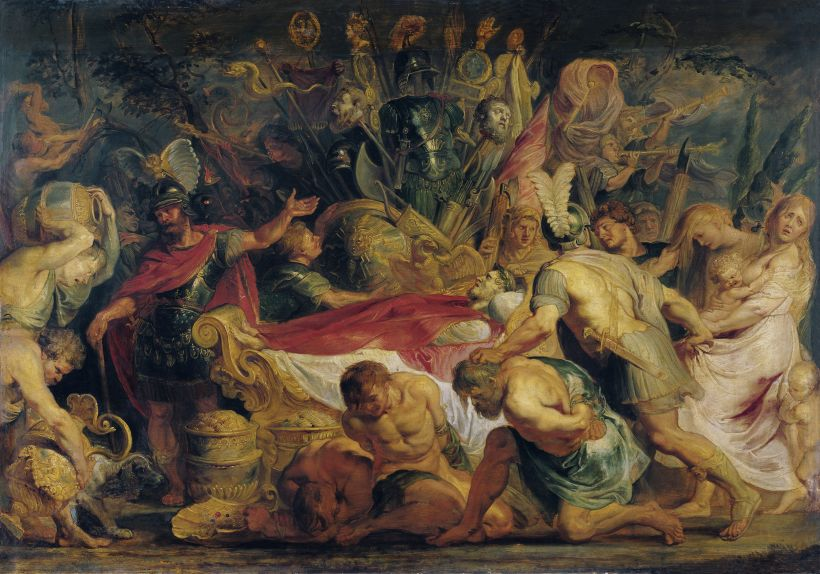
ピーテル・パウル・ルーベンス『デキウス・ムスの葬儀』（17世紀）リヒテンシュタイン美術館

  - プブリウス・デキウス・ムス (紀元前340年の執政官)[7]
    - プブリウス・デキウス・ムス (紀元前312年の執政官)[8]
      - プブリウス・デキウス・ムス (紀元前279年の執政官)[9]

### スボロ家
- プブリウス・デキウス・スボロ：紀元前169年のアクイレイア植民三人委員。翌年にはプラエトルのルキウス・アニキウス・ガッルスの使者として戦勝を報告[10]